# Graphigona regina
Graphigona regina är en fjärilsart som beskrevs av Achille Guenée 1852. Graphigona regina ingår i släktet Graphigona och familjen nattflyn. Inga underarter finns listade i Catalogue of Life.